# Thalurania
Thalurania és un gènere d'ocells de la subfamília dels troquilins (Trochilinae) dins la família dels troquílids (Trochilidae).

## Llista d'espècies
Es considera format per 4 espècies:
- colibrí nimfa frontblau (Thalurania colombica).
- colibrí nimfa cuaforcat (Thalurania furcata).
- colibrí nimfa de capell (Thalurania glaucopis).
- colibrí nimfa cuallarg (Thalurania watertonii).